# Lóbulo (arquitectura)

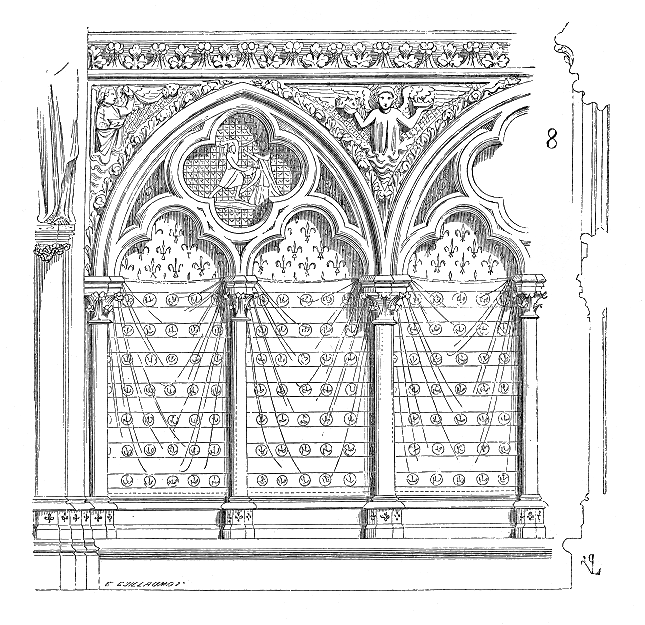
Arcada ciega en Sainte-Chapelle, París, Ilustración de Viollet-le-Duc, 1856. Cuadrilóbulo inscripto en un arco apuntado.

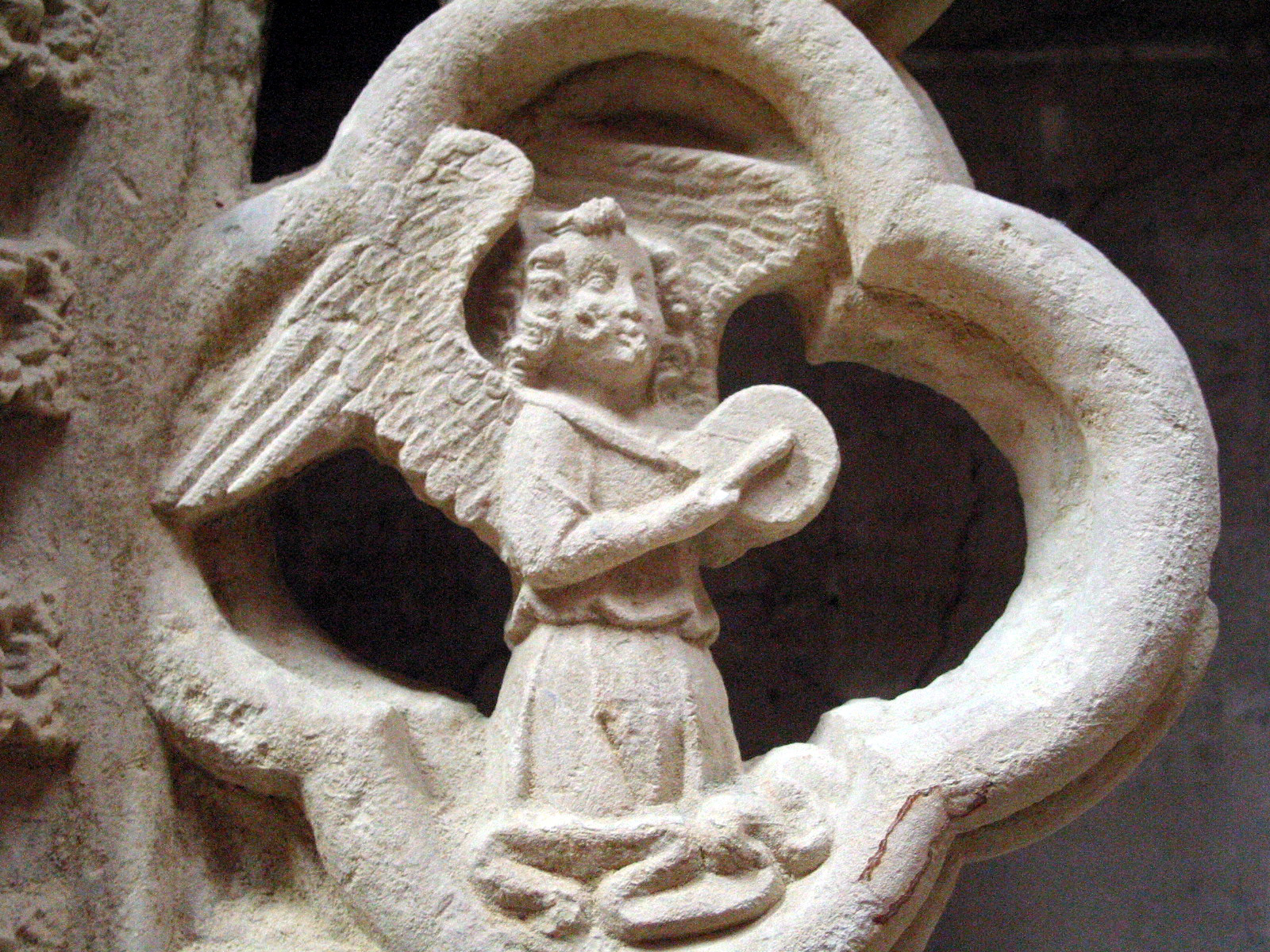
Cuadrilóbulo con motivo escultórico, Iglesia La Chaise-Dieu, Francia.

El lóbulo, palabra proveniente del Latín lobus, en arquitectura es un elemento decorativo formado por un arco de circunferencia que se multiplica formando un conjunto  ornamental. Estos conjuntos pueden ser de tres (trilóbulo), cuatro (cuadrilóbulo ) o más de cuatro (polilóbulos). Si el conjunto se inscribe en el intradós de un arco, se denomina arco lobulado; aunque también se diseñan como una tracería completa (cerrada en sí misma, en forma de trébol en el caso del cuadrilóbulo). 
El uso de este elemento es variado pudiendo estar inscrito dentro de una circunferencia (ventanas redondas del Románico), en rectángulos u otras formas poligonales. En el estilo gótico se observa una profusión de lóbulos en decoraciones de traceria para revestir catedrales, aplicados en gabletes, intradós de arcos, vitrales etc.